# جبل هبری
جبل هبری (به فرانسوی: Djebel Hebri) یک مخروط آتشفشانی و کوه در مراکش است که در Ifrane Province واقع شده‌است. جبل هبری ۲٬۰۹۲ متر بالاتر از سطح دریا واقع شده‌است.